# Comuna de Zabrodzie
Zabrodzie (polaco: Gmina Zabrodzie) é uma gminy (comuna) na Polónia, na voivodia de Mazóvia e no condado de Wyszkowski. A sede do condado é a cidade de Zabrodzie.
De acordo com os censos de 2004, a comuna tem 5520 habitantes, com uma densidade 60 hab/km².

## Área
Estende-se por uma área de 92,03 km², incluindo:
- área agrícola: 67%
- área florestal: 24%

## Demografia
Dados de 30 de Junho 2004:
|                      | Total   | Total | Mulheres | Mulheres | Homens  | Homens |
| -------------------- | ------- | ----- | -------- | -------- | ------- | ------ |
|                      | pessoas | %     | pessoas  | %        | pessoas | %      |
| População            | 5520    | 100   | 2766     | 50,1     | 2754    | 49,9   |
| Densidade (pop./km²) | 60      | 100   | 30,1     | 30,1     | 29,9    | 29,9   |

De acordo com dados de 2002, o rendimento médio per capita ascendia a 1383,58 zł.

## Subdivisões
- Adelin, Anastazew, Basinów, Choszczowe, Dębinki, Gaj, Głuchy, Karolinów, Kiciny, Lipiny, Młynarze, Mostówka, Mościska, Niegów, Obrąb, Płatków, Podgać, Przykory, Słopsk, Wysychy, Zabrodzie, Zazdrość.

## Comunas vizinhas
- Dąbrówka, Jadów, Tłuszcz, Wyszków